# Sikory-Janowięta
Sikory-Janowięta – wieś w Polsce położona w województwie podlaskim, w powiecie wysokomazowieckim, w gminie Kobylin-Borzymy.
Zaścianek szlachecki Janowięta należący do okolicy zaściankowej Sikory położony był w drugiej połowie XVII wieku w powiecie tykocińskim ziemi bielskiej województwa podlaskiego. W latach 1975–1998 miejscowość administracyjnie należała do województwa łomżyńskiego.
Wierni kościoła rzymskokatolickiego należą do parafii św. Stanisława Biskupa i Męczennika w Kobylinie-Borzymach.

## Historia
Według Zygmunta Glogera Sikory zostały założone w roku 1421 przez Macieja Sikorę, który posiadłość rozdzielił między synów. Od ich imion wzięły nazwę nowo założone wsie.
W I Rzeczypospolitej Sikory należały do ziemi bielskiej.
W roku 1827 Sikory-Janowięta liczyły 7 domów i 50 mieszkańców. Pod koniec XIX w. Słownik geograficzny Królestwa Polskiego informuje: Sikory, okolica szlachecka w powiecie mazowieckim, gmina Piszczaty, parafia Kobylin.
W 1921 r. naliczono tu 3 budynki z przeznaczeniem mieszkalnym i 8 innych zamieszkałych oraz 53 mieszkańców (28 mężczyzn i 25 kobiet). Wszyscy podali narodowość polską i wyznanie rzymskokatolickie.